# Пудость (станция)
Пу́дость — железнодорожная станция в посёлке Мыза-Ивановка Гатчинского района Ленинградской области на линии Санкт-Петербург — Гатчина-Балтийская. На станции останавливаются все проходящие через неё пригородные поезда. В ряде случаев происходит их разъезд.

## История
На «Топографической карте частей Санкт-Петербургской и Выборгской губерний» 1860 года упомянут Полустанок Пудость.
На «Топографической карте Стрельбицкого» 1865 года Полустанок Пудость отсутствует.
Из архивных документов РГИА Ф-295 стр. 4 :«В августе 1872 года было разрешено сооружение соединительной ветви от ст. Красное Село Балтийской Ж.Д. до ст. Гатчино Варшавской Ж.Д. и 12 декабря того же года на этой ветви открылось регулярное движение.»
В 1937 году через станцию прошла электрификация участка Тайцы - Гатчина-Пассажирская-Балтийская. Напряжение в контактной подвеске тогда составляло 1,5 кВ постоянного тока.
В 1948 году движение электросекций было восстановлено после разрушений в результате боевых действий во время ВОВ.
В 1966 году станция была переведена на напряжение 3,3 кВ в составе участка Лигово — Гатчина-Пассажирская-Балтийская.

## Описание
На станции 3 пути, одна боковая платформа, расположенная у здания вокзала, и одна островная. По путевому развитию и расположению вокзала аналогична станции Тайцы: на островной платформе производится посадка-высадка пассажиров только из электропоездов, прибывших на второй путь, а из электропоездов, прибывших на первый путь, посадка-высадка производится только на боковую платформу. Третий путь используется для отстоя грузовых вагонов. В южной горловине, кроме того, имеется ещё один тупиковый путь.
В северной горловине начинаются два подъездных пути: на тяговую электроподстанцию и ПИЯФ. Также в районе северной горловины имеется железнодорожный переезд со шлагбаумом и мост через реку Ижору.
Здание вокзала находится в хорошем состоянии. Отремонтированы зал ожидания и туалет в самом здании вокзала. 

## Фотогалерея

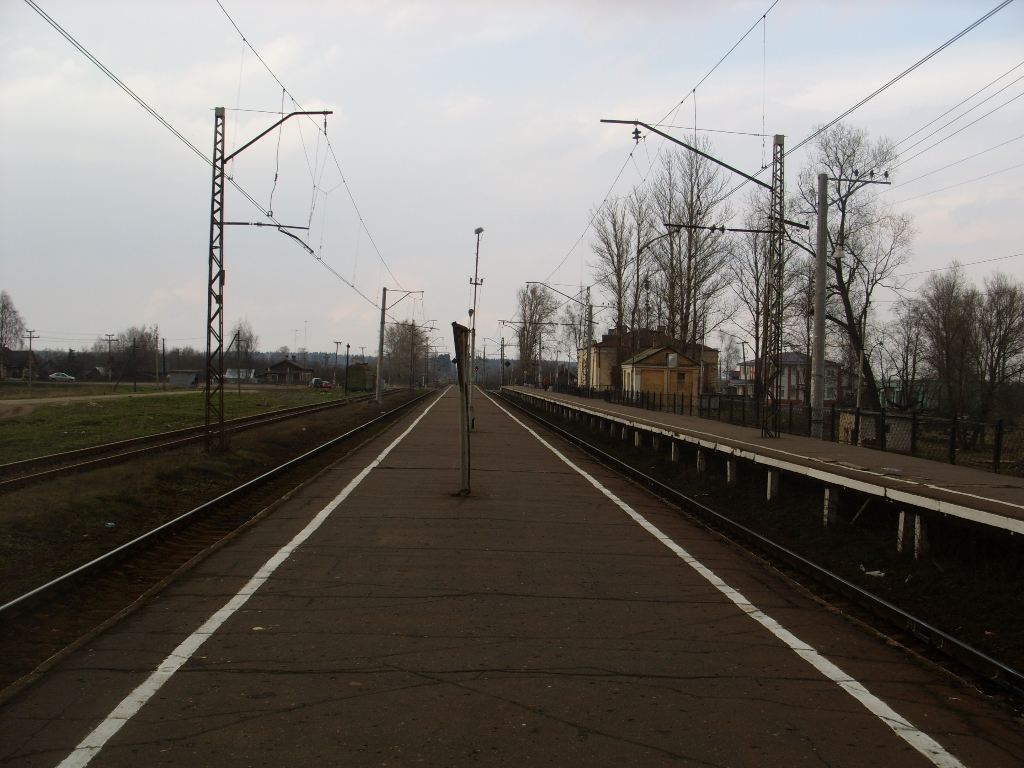
Вид на север
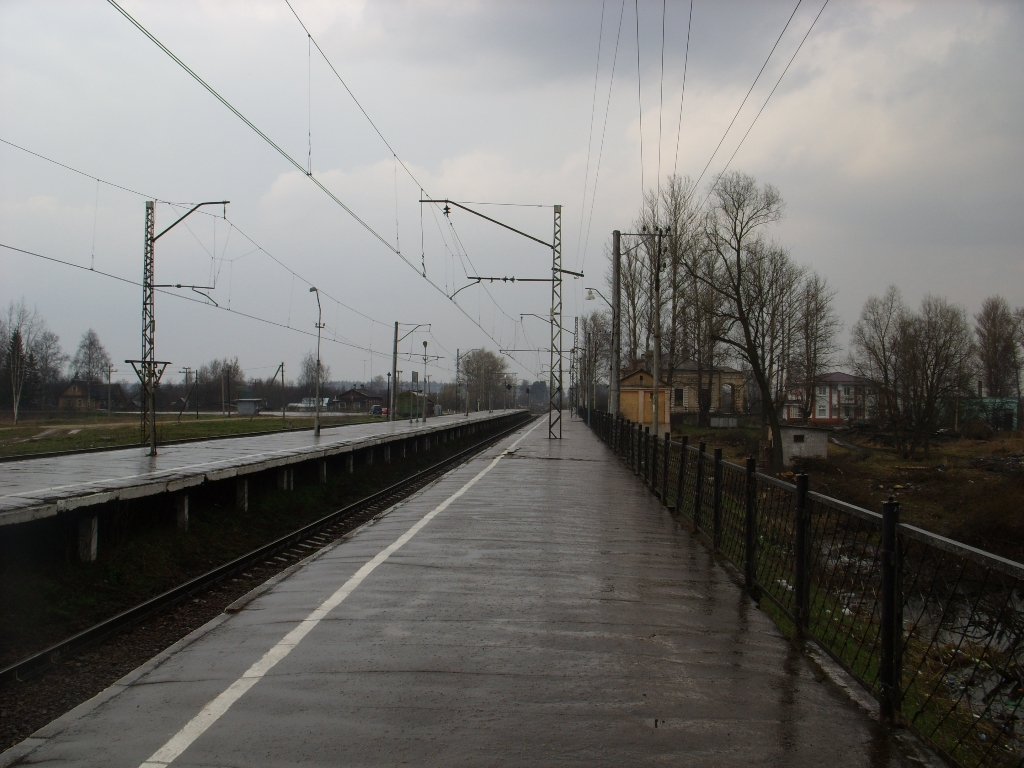
Вид на север с первой платформы
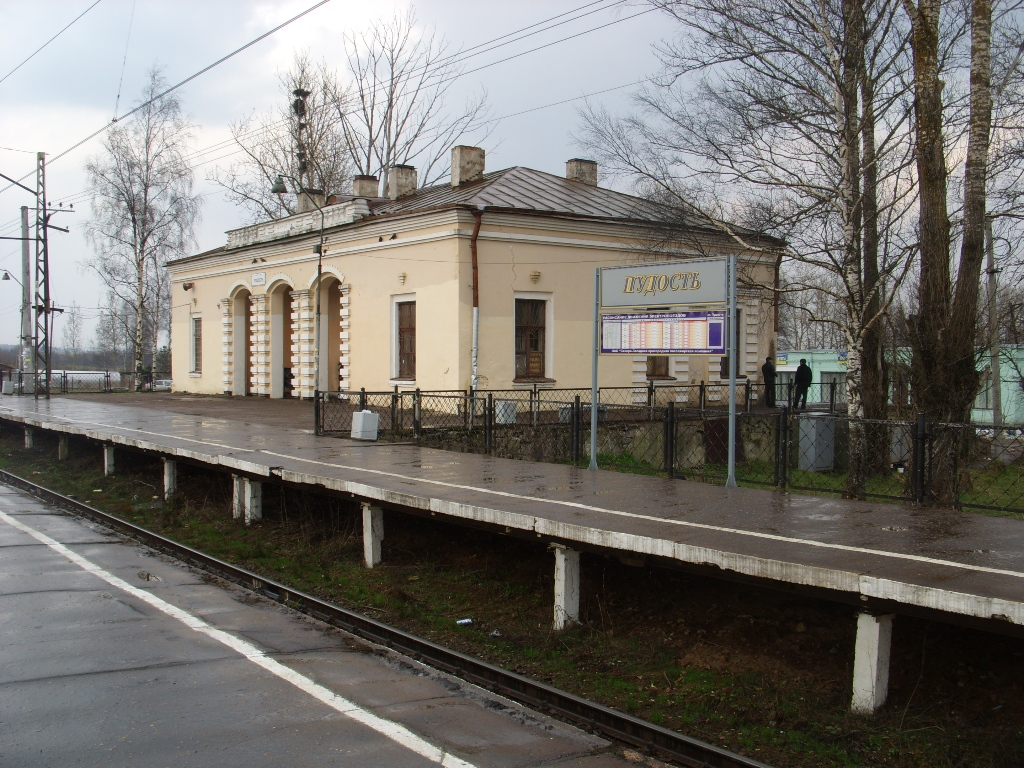
Вид на вокзал со второй платформы
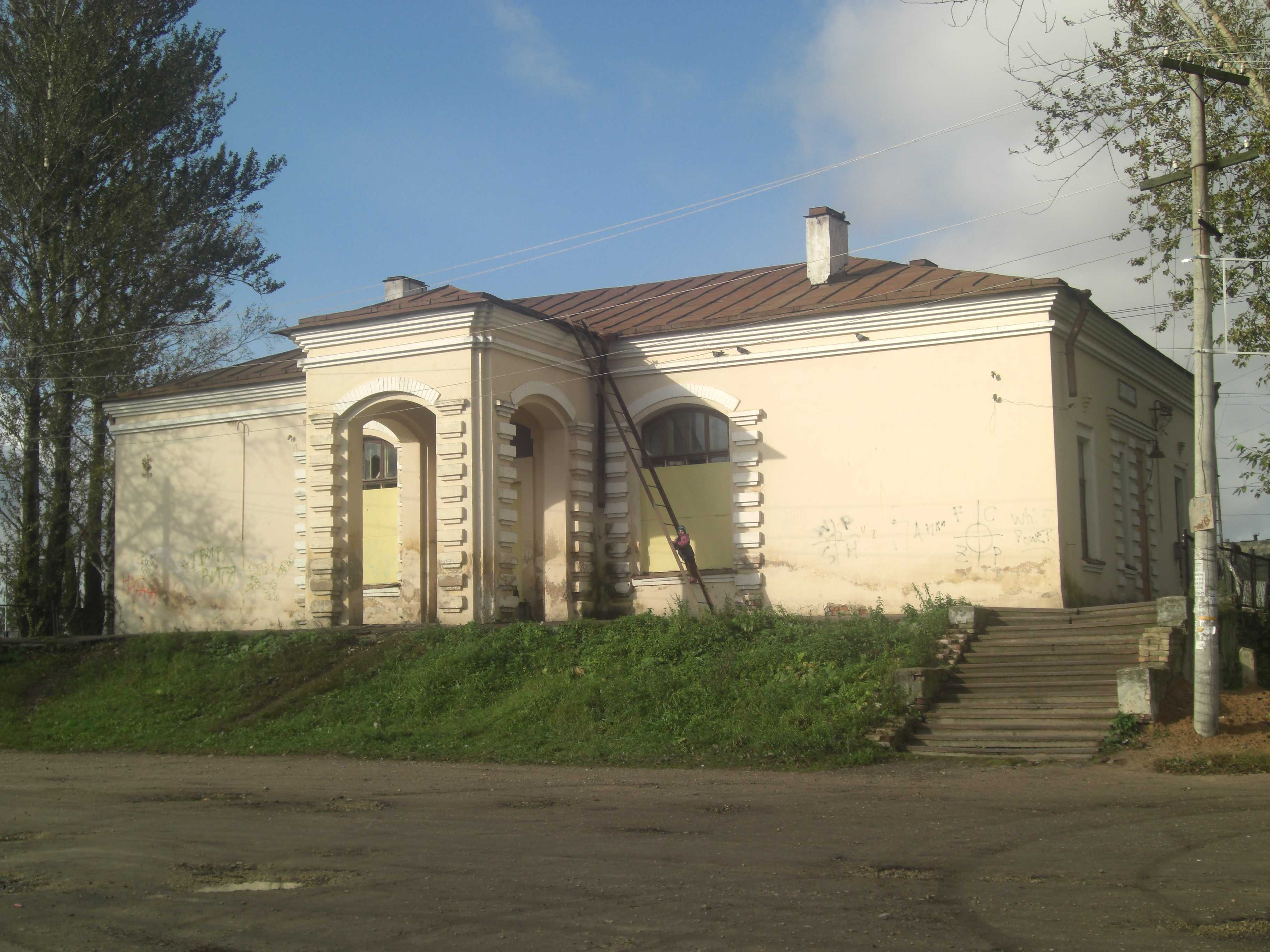
Вокзал со стороны посёлка
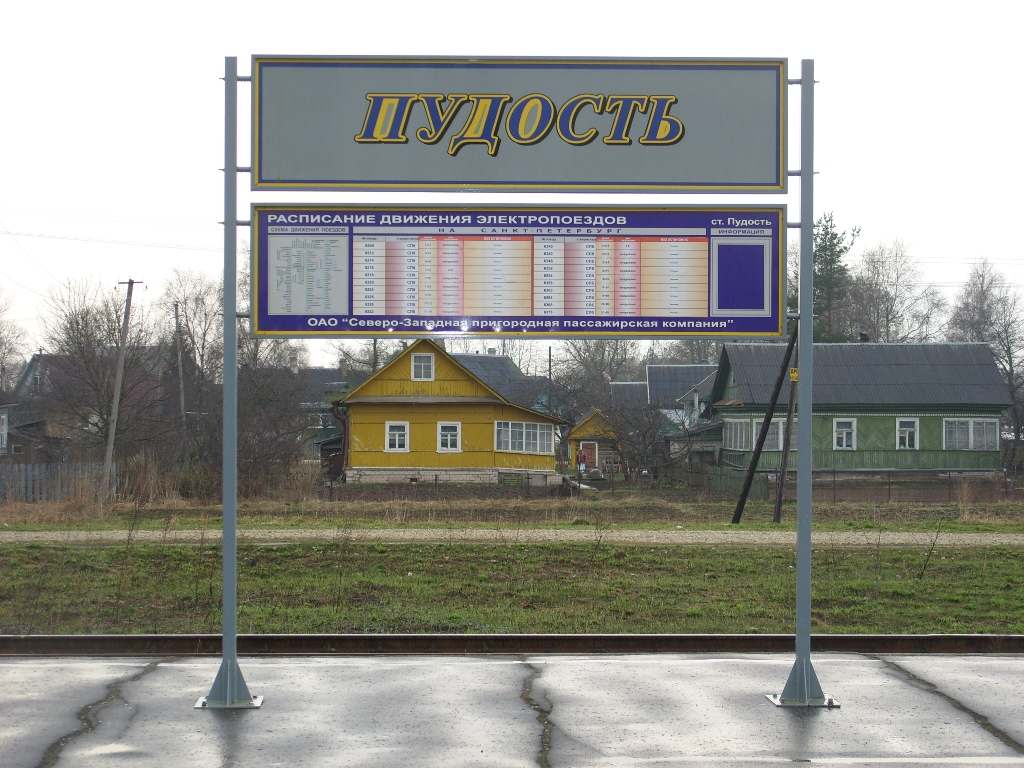
Новый указатель с названием станции
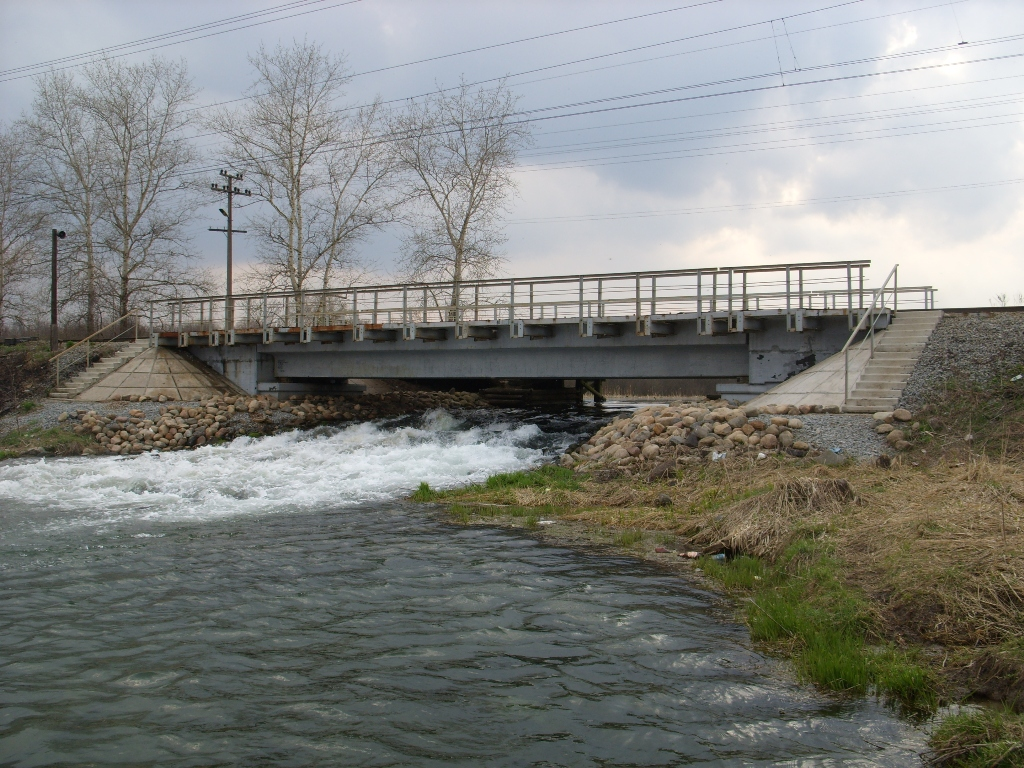
Мост через реку Ижору

## Транспорт

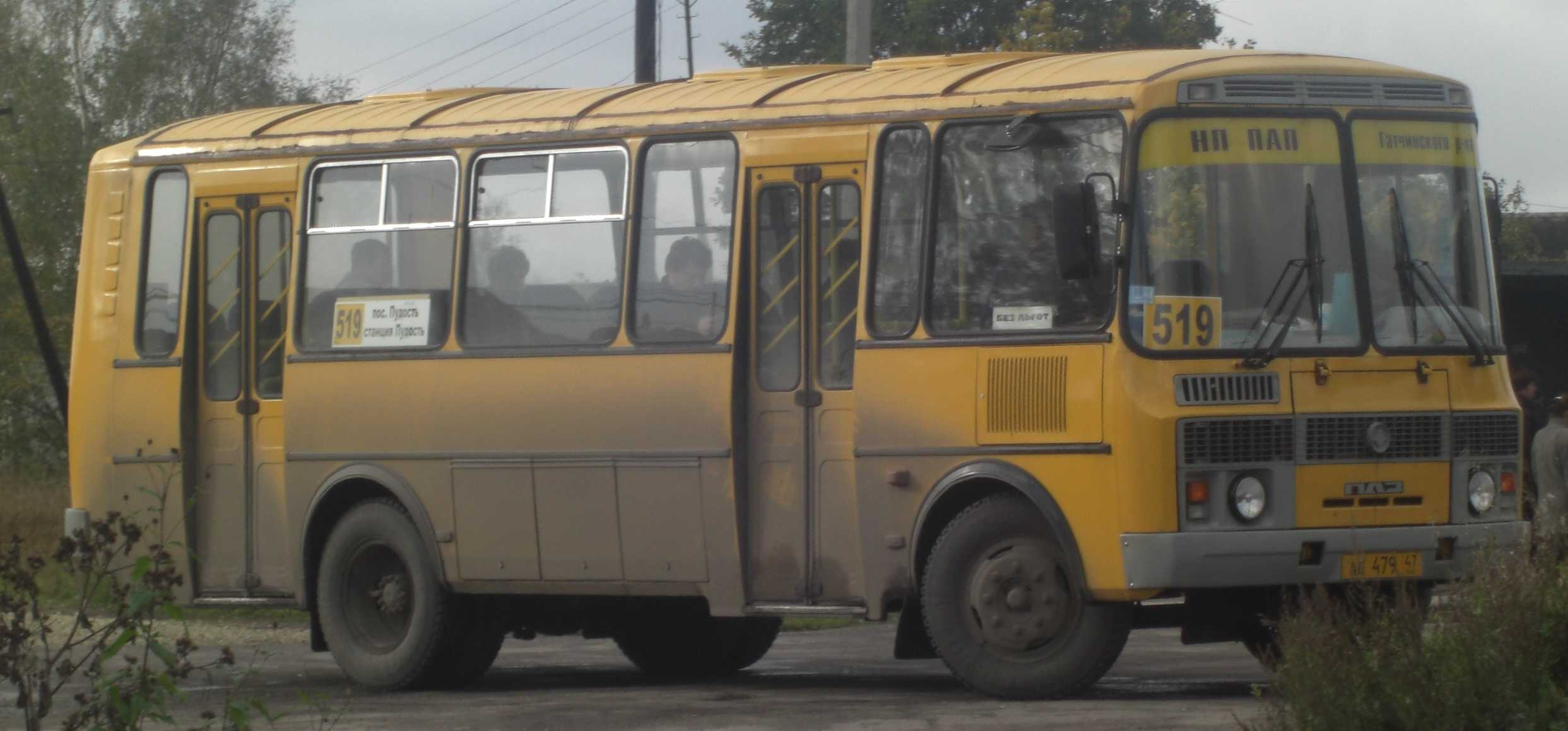
Автобус маршрута К-519 у станции Пудость

Рядом со станцией расположена остановка автобусных маршрутов:
- № 518 Гатчина — Терволово
- № 519 Мыза-Ивановка — Пудость
- № 533 Гатчина — Переярово
- № 537 Гатчина — Тайцы

### Расписание
- Расписание пригородных поездов. Яндекс.Расписания.
- Расписание пригородных поездов на tutu.ru